# Lycaena minor
Lycaena minor är en fjärilsart som beskrevs av Dioszeghy 1913. Lycaena minor ingår i släktet Lycaena och familjen juvelvingar. Inga underarter finns listade i Catalogue of Life.